# Bang Hai Ja
Bang Hai Ja, née le 5 juillet 1937 à Séoul et morte le 15 septembre 2022 à Aubenas, est une peintre, poétesse et calligraphe sud-coréenne. Elle fait partie de la première génération de peintres abstraits coréens. Elle s'installe en France en 1961.

## Biographie
Née le 5 juillet 1937 à Séoul, Bang Hai Ja est diplômée en beaux-arts de l'université nationale de Séoul en 1961. Elle y apprend à la fois la peinture orientale et occidentale et se spécialise dans la peinture à l'huile tout en pratiquant l'encre et la calligraphie. Pendant ses années à l'université, elle s'oppose au conservatisme artistique ambiant et, sous l'influence du professeur Chang Ucchin et des artistes Lee Ungno, Yoo Youngkuk et Kim Byungki. C'est auprès de ce dernier qu'elle réalise sa première œuvre abstraite, Au cœur de la Terre I. Elle s'installe la même année à Paris. Elle retourne en Corée du Sud de 1968 à 1976, avant de s'établir définitivement en France.
Elle fait rapidement la connaissance de Pierre Courthion, qui favorise son intégration dans le milieu artistique parisien et lui permet de nouer contact avec les artistes Elvire Jan, Léon Zack et Zao Wou-Ki ainsi qu'avec la galerie Florence Houston-Brown, la première à lui consacrer une exposition personnelle hors de Corée en 1967.
De retour en Corée, elle redécouvre le papier hanji et délaisse ainsi les canons esthétiques de l'école de Paris pour se consacrer plus à l'exploration des textures et qualités plastiques des matériaux naturels. Plutôt que de s'inscrire dans un art national, ce qui lui est difficile en raison de sa double culture française et coréenne ainsi que de son statut de femme, elle développe dans son art une dimension spirituelle, en partie influencée par sa lecture de Dialogues avec l'ange, qu'elle traduit en coréen : l'art doit servir, en particulier dans sa manière de représenter la lumière, à élever l'humanité. C'est ainsi qu'elle garde une double reconnaissance, en Corée plutôt sur des bases esthétiques liées en particulier au courant dansaekhwa, en France plutôt sur la spiritualité, notamment catholique (Bang Hai Ja reçoit en effet le baptême catholique, en l'église Saint-Sulpice, à son arrivée en France).
Elle est choisie en 2018 par la direction régionale des Affaires culturelles pour réaliser quatre vitraux de la chapelle Saint-Piat de la cathédrale de Chartres. Réalisés par les ateliers Glasmalerei Peters de Paderborn (Allemagne), ils sont installés dans la salle capitulaire au niveau inférieur de la chapelle, qui a été rouverte au public le 21 septembre 2024.
Elle meurt le 15 septembre 2022 à l'hôpital d'Aubenas, près d'Ajoux (Ardèche), où elle habitait.

## Style artistique

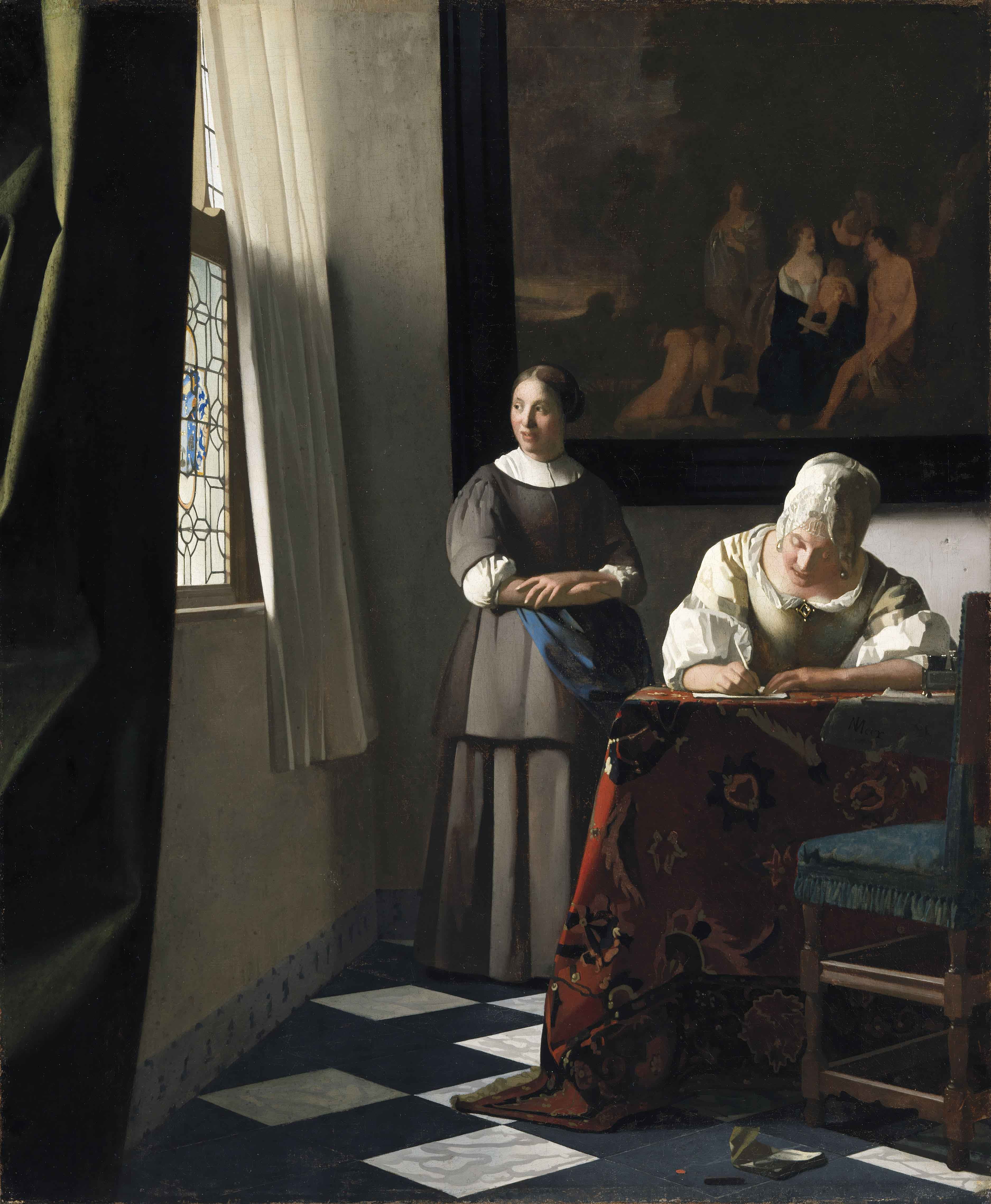
Bang Hai Ja affirme que sa découverte de Johannes Vermeer a été la première fois où elle voyait la lumière, élément central de sa production artistique, retranscrite. Femme écrivant une lettre et sa servante, 1671, Galerie nationale d'Irlande, Dublin.

La lumière a une place centrale dans la production artistique de Bang Hai Ja. Elle organise ses premières productions autour de sources lumineuses et affirme l'importance de ce thème dans son œuvre. Celle-ci est pour l'artiste la matière de l'univers, source de joie, paix et amour, et son rôle est de le retranscrire pour le partager avec le monde. Cette vision cosmologique se retrouve dans la composition circulaire de nombreuses œuvres, qui représentent ainsi le cosmos.
Elle s'intéresse dès le début de sa carrière aux textures de la peinture, jouant sur le contraste entre des pigments dilués et de la pâte épaisse. Lors de son premier séjour à Paris, elle développe des techniques de collage à base de papier de verre, cuir, bois, tissu. Elle redécouvre lors de son retour en Corée le papier hanji qu'elle froisse, recouvre de glacis ou dont elle souligne les bulles d'air et le relief par de la peinture. Elle expérimente aussi avec le géotextile et avec les pigments naturels, en particulier la terre de Roussillon. Comme avec la lumière, sa démarche artistique est de valoriser l'essence de la matière et d'en révéler les propriétés mystiques.
Pendant les années 2000, où elle expose régulièrement, elle réfléchit au lien entre spectateur et œuvre, et incorpore ainsi le point de vue d'un humain pour augmenter la portée de ses créations, qui ne sont plus simplement accrochées au mur mais suspendues à un plafond, posées, ou enroulées autour de cylindres. Cette réflexion a été alimentée par son travail sur des objets en trois dimensions, où elle prend des objets naturels pour leur forme, comme un morceau de bois, et les recouvre de papier et de pigments, dans une démarche de co-création avec la nature.

## Ouvrages
- Les Mille Monts de lune. Poèmes de Corée, présentés par Charles Juliet, calligraphies de Bang Hai Ja, Albin Michel, 2003
- Souffle de lumière : Œuvres 1997-2006, Paris, Éditions Cercle d'art, 2007, 207 p. (ISBN 978-2-7022-0789-5) ;
- (ko) 새벽 (Saebyeok) (trad. Alexandre Guillemoz, ill. Bang Hai Ja), 기따말라스,‎ 2013, 56 p. (ISBN 978-89-97270-09-5) ;
- Chant de lumière : Œuvres 2007-2015, Youlhwadang, 2015, 208 p. (ISBN 978-89-301-0488-3) ;
- Kim Nam-jo (ill. Bang Hai Ja), D'amour et de lumière, Voix d'encre, 2021, 80 p. (ISBN 978-2-35128-183-3)

## Expositions
- Centre Pompidou, 25 juin 2024 - 9 mars 2025
- À la merveille, Galerie Guillaume, Paris, 2021
- Et la matière devint lumière, musée Cernuschi, 2019
- Lumière du monde, Galerie Guillaume, Paris, 2018
- Danse de lumière, Galerie Guillaume, Paris 2015
- Lumière du cœur, Galerie Guillaume, Paris, 2013
- Art Paris, Galerie Guillaume, Paris, 2011
- Chant de Lumière, Galerie Guillaume, Paris, 2010
- Souffle de lumière, musée Whanki, 2007
- Souffle de lumière, Chapelle Saint-Louis de la Salpêtrière, 2003
- Galerie Florence Houston-Brown, 1967
- Bibliothèque nationale de Corée, 1961

### Filmographie
- Bang Hai Ja, passeuse de lumière (2023), documentaire écrit par Gérard Pangon et réalisé par François Chayé, production Gedeon Programmes en partenariat avec le Centre culturel coréen[8]